# LAHAT
LAHAT (англ. LAser Homing ATtack missile, також на івриті «Лахат» (івр. להט) позначає «Накал») — ізраїльська легка протитанкова керована ракета, оснащена напівактивною лазерною головкою самонаведення. Була розроблена підрозділом MBT Missiles Division фірми «Israel Aerospace Industries» (IAI). Позиціонується виробником, як система призначена для ураження різних типів цілей: наземних (бронетехніка, інженерні та фортифікаційні споруди), кораблів і вертольотів (включаючи рухомі).
Атакує ціль зверху під кутом 30 градусів. Для підсвічування цілі на кінцевій ділянці польоту можуть використовуватися БПЛА, піхотинці з лазерними цілевказівниками або інші танки.

## Історія проекту
LAHAT є ініціативною розробкою IAI яка була розпочата у 1992 році..

## Конструкція
Спочатку LAHAT призначалася для стрільби з 105-мм танкової гармати М68 або 120-мм гармат MG251 (MG253) танків Меркава, але може застосовуватися на всіх типах гармат зазначених калібрів, включаючи безвідкатні гармати, і трубчасті пускові установки розміщені на різних типах платформ:
- Патрульних катерах (так звані Naval LAHAT),
- БПЛА,
- Вертольотах,
- Автомобілях типу HMMWV и легкоброньованій техніці,
- ЗСУ тощо.

На відміну від інших типів танкових боєприпасів, наявність гармати для LAHAT не є обов'язковою умовою для застосування.
Напівактивна лазерна система наведення LAHAT дозволяє здійснювати, як пряме - зі стріляючої платформи, так і непряме наведення - коли ціль підсвічується лазерним променем з боку (наприклад, з іншого танка, вертольота, БПЛА, або навідником-оператором), що забезпечує ведення вогню по цілях поза зоною видимості, а також з закритих позицій. Підсвічування цілі ведеться протягом тільки 2-3 секунд на кінцевій (керованій) ділянці траєкторії польоту ракети.
При наземному пуску ракета має дальність 6-8 км і 8-13 км при запуску у повітрі. Промах ракети, як правило не перевищує 0,7 метра, атакуючи ціль LAHAT пікірує на неї під кутом близько 30 °, забезпечуючи бронепробиття до 800 міліметрів гомогенної броні, в тому числі при наявності динамічного захисту (за рахунок застосування передзаряда тандемної кумулятивної бойової частини). На танках, LAHAT укладається, подібно до інших типів боєприпасів - в стійку.

## Тактико-технічні характеристики
- Максимальтна дальність:
  - Наземний пуск — 8 км[3]
  - Повітряний пуск — 13 км[3]

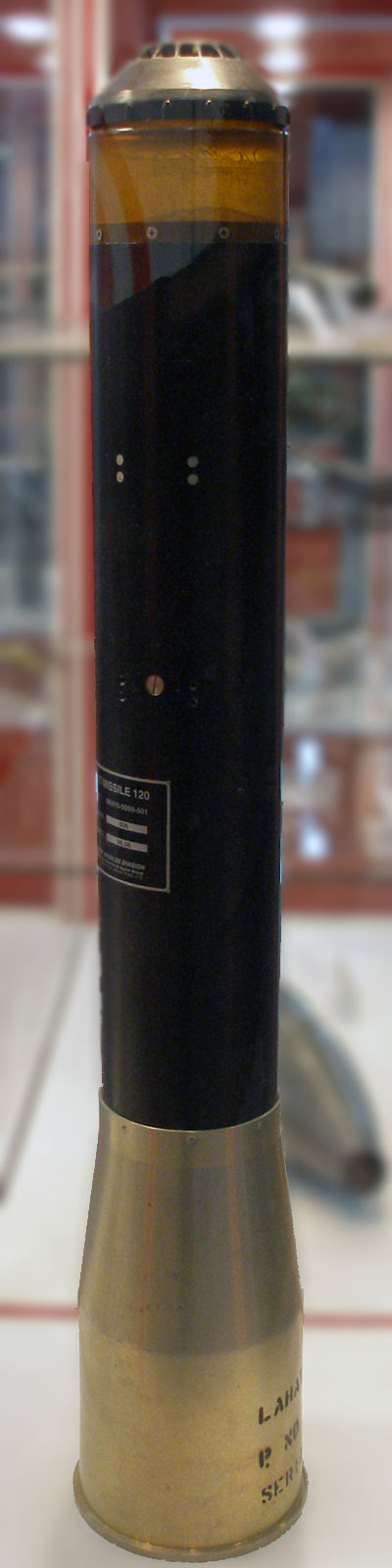
Ракета LAHAT зі 120-мм гільзовим перехідником

- Швидкість польоту ракети: ~285[3] м/с
- Бронепробиття: 800 мм гомогенної броні
- Довжина: 975 мм
- Діаметр: 104,5 мм
- Вага:
  - пострілу — 19 кг
  - ракети — 12,5 кг
  - зчетвереної ПУ — 75 кг (с ракетами)
- Бойова частина: кумулятивна, тандемна

## Оператори

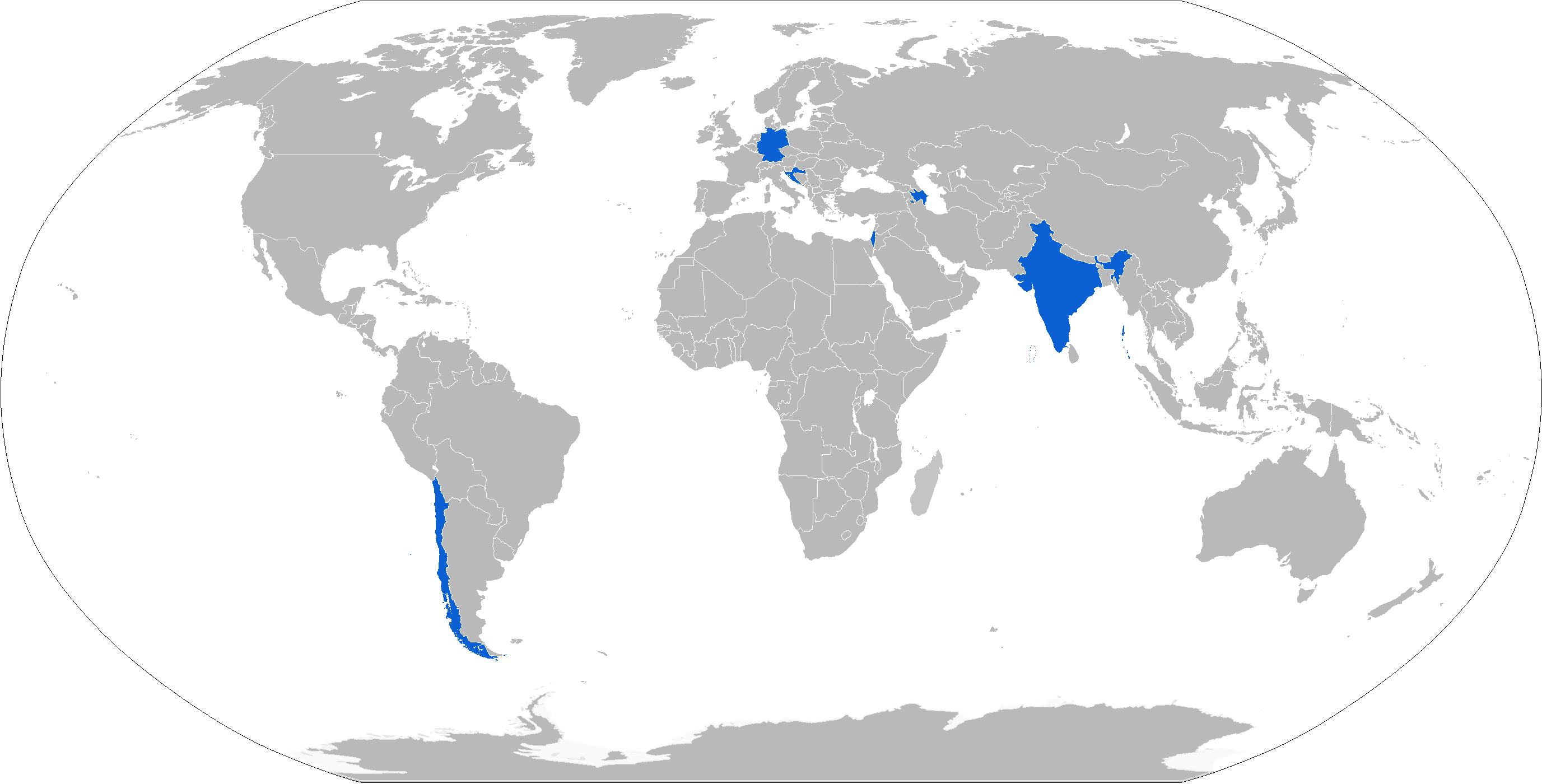
Мапа операторів LAHAT

Ізраїль
Меркава
 Індія
Арджун, Танк EX
 Хорватія
M-84D, M95 Дегман
 Німеччина
Леопард 2
 Азербайджан
Гелікоптер Мі-17
 Чилі
Leopard 2